# 熱帶風暴雷伊 (2016年)
熱帶風暴雷伊（英語：Tropical Storm Rai，國際編號：1615，聯合颱風警報中心：WP192016）為2016年太平洋颱風季第15個被命名的風暴。「雷伊」一名是首次使用，取代於2010年在中國造成重大傷亡及損失而退役的颱風凡亞比，由密克羅尼西亞提供，指雅浦島石幣。

## 發展過程
2016年9月11日，一個低壓區在越南歸仁以東的海面生成，美國海軍研究實驗室在下午2時給予熱帶擾動編號91W。當時其組織鬆散，整合需時，且發展環境較差，但南海南部在年內未有熱帶氣旋活動，積存龐大能量，足以讓該系統緩慢發展。日本氣象廳在晚上10時把該低壓區升格為熱帶低氣壓，聯合颱風警報中心也在12日凌晨5時跟隨，並給予熱帶氣旋編號19W；此外香港天文台也在上午9時45分作出此項升格。在華南上空反氣旋引導下，該系統向西北移動，時速約16公里，逼近越南中部，其低層環流中心廣闊而暴露，深層對流集中在系統西南面。於即將登陸之際，日本氣象廳在13日凌晨3時把該熱帶低氣壓連同關島附近的另一熱帶氣旋馬勒卡一併升為熱帶風暴，此風暴被命名為雷伊，並給予國際編號1615，中國國家氣象中心則在5時跟隨。半小時後，中國國家氣象中心表示雷伊於凌晨5時半在越南中部登陸。登陸後雷伊改向西移，下午移入老撾，在地形摩擦下轉趨減弱，臺灣中央氣象局在下午2時半把雷伊從輕度颱風降為熱帶性低氣壓，日本氣象廳於25分鐘後在下午2時55分亦把雷伊降為熱帶低氣壓；香港天文台則在下午6時45分把雷伊降為低壓區。雷伊的殘餘系統繼續西進，移入泰國並繼續為中南半島帶來大雨。

## 影響

### 越南
雷伊在9月12日逼近越南中部，當地天氣漸趨不穩定，風勢增強並有狂風驟雨。雷伊在13日凌晨登陸，為當地帶來強風至烈風，以及狂風大雨。風暴造成12死、5人失蹤，其中水壩崩塌時導致2人被沖走，下游400戶民居緊急疏散，另外最少33人於風暴下受傷。雷伊的吹襲亦導致多艘船沉沒或擱淺，6艘漁船被沖毀，過千間房屋受損甚至摧毀，大量電線桿倒塌，19條橋被洪水沖塌，另外大雨引發嚴重水浸亦淹沒超過2000間房屋。

## 外部連結
- （日語）日本氣象廳：1615最佳路徑數據 （页面存档备份，存于）、2016年熱帶氣旋最佳路徑（數據 （页面存档备份，存于）、路徑圖 （页面存档备份，存于））
- （英文）美國聯合颱風警報中心：19W最佳路徑數據 （页面存档备份，存于）、熱帶低氣壓雷伊最佳路徑圖
- （英文）美國海軍研究實驗室：19W檔案 （页面存档备份，存于）
- （繁體中文）中華民國交通部中央氣象局：颱風資料庫——輕度颱風雷伊、雷伊最佳路徑圖、2016年氣象年報及觀測年報（有待公佈）
- （繁體中文）香港天文台：2016年9月熱帶氣旋概述 （页面存档备份，存于）、《2016熱帶氣旋年刊》（網頁版有待公佈）、實時天氣稿（9月12日 （页面存档备份，存于）－13日 （页面存档备份，存于））